# Heinrich Paxmann

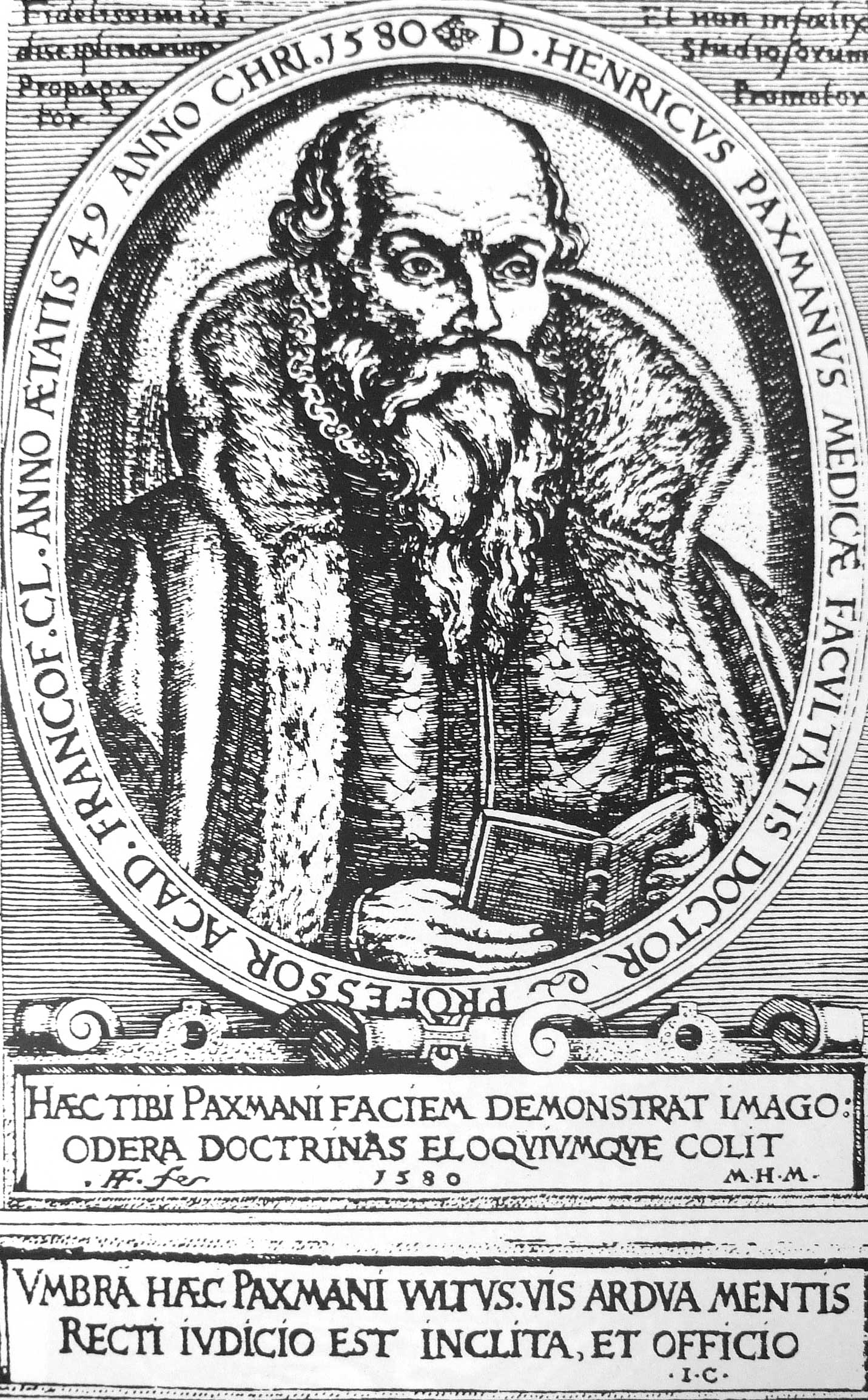
Heinrich Paxmann

Heinrich Paxmann (auch: Baxmann; * 1531 in Großburgwedel; † 11. Juli 1580 in Frankfurt (Oder)) war ein deutscher Rektor und Mediziner.

## Leben
Der Sohn des Pfarrers Hinricus Paxmann hatte seine Schulbildung in Braunschweig erworben und bezog mit einem Stipendiat des Herzogs von Braunschweig und Lüneburg 1548 die Universität Wittenberg. Im Umfeld Philipp Melanchthons, er ihn auch für sein Stipendium empfohlen hatte, absolvierte er seine Studien der Artes Liberales und krönte diese am 11. Februar 1550 mit dem Erwerb des philosophischen Magistergrades. Am 18. Oktober 1551 fand er Aufnahme in der philosophischen Fakultät. Hier hielt er Vorlesungen über Physik und Dialektik sowie über Demosthenes und Homer. Im Wintersemester 1556 war er Dekan der philosophischen Fakultät.
Paxmann, der am 5. November 1555 die Nichte von Melanchthons Ehefrau, Magaretha Krapp († 17. September 1556 nach Geburt eines Sohnes) geheiratet hatte, widmete sich medizinischen Studien. Schließlich disputierte er am 11. Juni 1557 über Themata medica unter Johann Hermann, um das Lizentiat zu erlangen, und wurde am 17. Juni 1557, nachdem er eine Oratio de medicinae usu gehalten hatte, zum Doktor der Medizin promoviert. 1558 folgte er auf Melanchthons Empfehlung einem Ruf als Rektor der Schule in Goldberg. Den doppelten Anforderungen als Arzt und Rektor war er nicht gewachsen. Daher wurde er 1562 von Heinrich XI. von Liegnitz aus dem Amt als Rektor entlassen.
Nach einer Tätigkeit als Arzt in Bunzlau wurde er 1564 Professor der Ethik und Dialektik an der Universität Frankfurt (Oder). Im gleichen Jahr ging er mit Elisabeth Martha Weihsen eine zweite Ehe ein. In Frankfurt konnte er sich im akademischen Vorlesebetrieb wieder etablieren. Dies brachte ihm 1576 einen Ruf als Professor der Medizin an die neu gegründete Universität Helmstedt, wo er am 15. Oktober der feierlichen Eröffnung beiwohnte. Jedoch verblieb er nur bis 1578 in dieser Stellung und kehrte nach Frankfurt (Oder) zurück, wo er bis zu seinem Lebensende Vorlesungen zur Moralphilosophie, Dialektik und über Aristoteles hielt. An der Frankfurter Hochschule beteiligte er sich auch an den organisatorischen Aufgaben der Universität und verwaltete 1566, 1572 sowie 1580 das Dekanat der philosophischen Fakultät und war in den Jahren 1564/65 und 1576/77 Rektor der Akademie.

## Werkauswahl
- Propositiones de Partibus humani Corporis, et Methodo de quibus disputabitur. Crato, Wittenberg 1556.
- De philosophia subiecto et fine, Wittenberg 1556
- De febri non intermittente, Wittenberg 1557
- Oratio de Ernesto Duce Brunsuicensi. Wittenberg 1557